# Việt Hưng (xã)
Việt Hưng là một xã thuộc huyện Văn Lâm, tỉnh Hưng Yên, Việt Nam.

## Địa lý
Xã Việt Hưng có vị trí địa lý:
- Phía đông giáp xã Lương Tài
- Phía tây giáp xã Đại Đồng
- Phía nam giáp thị xã Mỹ Hào
- Phía bắc giáp tỉnh Bắc Ninh.

Xã Việt Hưng có diện tích 7,89 km², dân số năm 2020 là 9.857 người, mật độ dân số đạt 1.249 người/km².

## Hành chính
Xã Việt Hưng được chia thành 8 thôn: Phả Lê, Thục Cầu, Sầm Khúc, Thanh Miếu, Cự Đình, Mễ Đậu, Đồng Chung, Ga.

## Lịch sử
Trước đây, Việt Hưng là một xã thuộc huyện Mỹ Văn.
Ngày 24 tháng 7 năm 1999, Chính phủ ban hành Nghị định 60/1999/NĐ-CP về việc chia huyện Mỹ Văn thành 3 huyện: Mỹ Hào, Văn Lâm và Yên Mỹ. Xã Việt Hưng trực thuộc huyện Văn Lâm.